# Methylcyclopropaan
Methylcyclopropaan is een organische verbinding met als brutoformule C4H8. Het bestaat uit een cyclopropaanring waaraan een methylgroep is gebonden. Methylcyclopropaan is een kleurloos gas met een hoge ringspanning. Ten gevolge van deze ringspanning ondergaat de molecule makkelijk ringopeningsreacties.